# Midwest Airlines (Egipto)
Midwest Airlines es una aerolínea con base en El Cairo, Egipto. Efectúa vuelos chárter de pasajeros y carga a la zona de Oriente Medio. Su principal base de operaciones es el Aeropuerto Internacional de El Cairo.

## Historia
La aerolínea fue fundada en 1998 y comenzó a operar en junio de 1999. Es propiedad de la familia Lakah (79%) y accionistas minoritarios (21%).

## Flota
A 1 de enero de 2011 la flota de Midwest Airlines incluye:
La media de edad de la flota es de 7,7 años.